# Pałac w Biedrusku
Pałac w Biedrusku – zabytkowy pałac w miejscowości Biedrusko (powiat poznański).
Neorenesansowy obiekt zlokalizowany we wschodniej części wsi na stoku wzgórza będącego elementem zachodniej krawędzi doliny Warty.

## Majątek
W średniowieczu wieś należała do dóbr cystersów z pobliskich, położonych po drugiej stronie Warty, Owińsk. Na przełomie XIV i XV wieku dobra te należały już do kilku właścicieli, a prawa własnościowe nie były jednoznacznie uregulowane – toczyły się o to spory. Od 1398 do 1407 współwłaścicielami wsi byli: Adam i Wincenty Gaworzewscy, Jan i Mikołaj Wierzeniccy oraz Stanisław Lubicki. W 1419 kolejnym współwłaścicielem dóbr został Wincenty Czuryło z Bielaw, a w latach 1467–1481 jego syn, Wojciech Czuryło z Bielaw, figurował już jako jedyny posiadacz tego majątku. W 1491 nastąpił podział majątku i Biedrusko otrzymał syn Wojciecha, Jan Bielawski, który w 1518, za zezwoleniem króla Zygmunta I Starego, sprzedał je cysterkom z Owińsk. Były one właścicielkami wsi i okolicznych dóbr do końca XVIII wieku. Potem nastąpiła kasata zakonów przez prusaków, którzy w początku XIX wieku sprzedali majątek Zygmuntowi Ottonowi Treskow (po nobilitacji von Treskow), właścicielowi Owińsk i innych terenów pocysterskich.
Syn Ottona, Albrecht Otton Maksymilian von Treskow (1845–1901), przystąpił w Biedrusku do budowy nowej rezydencji rodowej. Było to możliwe dopiero w roku 1877, po jego usamodzielnieniu się i odbyciu służby wojskowej. Data ta widnieje na pałacowym cokole. Początkowo, wraz z żoną, Malwiną Idą Luther mieszkał w nieodległym Łopuchowie, a w 1881 rodzina, już z dziećmi, przeprowadziła się do ukończonego pałacu w Biedrusku. Tu urodził się jego ostatni syn z pierwszego małżeństwa i następne dzieci z drugiego, zawartego w 1884 z Martą Gundlach.
Spadkobiercy Albrechta Ottona w 1904 sprzedali majątek armii pruskiej. W tym czasie władze pruskie zmieniły nazwę wsi na Weissenburg. Utworzono tu wojskowy obóz ćwiczebny (późniejszy poligon Biedrusko). Pałac został główną kwaterą komendanta obozu. Mieścił również kasyno oficerskie. W początku stycznia 1919 teren przejęło wojsko polskie i przywrócono dawną nazwę miejscowości. Majątek nadal pozostawał w rękach armii, również po II wojnie światowej, kiedy to ulokowano w nim klub oficerski LWP. Remontowano go w latach 1986–1990 siłami Jednostki Wojskowej nr 1549. Prace remontowo-konserwatorskie wykonali żołnierze jednostki w oparciu o wytyczne i zalecenia Wojewódzkiego Konserwatora Zabytków. Odnowiono wtedy także dekorację malarską we wnętrzach. Po kilku latach został opuszczony. W 2009, po kilkuletnim okresie, w którym nie miał użytkownika, nabył go prywatny właściciel, który odrestaurował go wraz z parkiem. Powstał tu lokal gastronomiczny i hotel z salami konferencyjnymi i częścią rekreacyjną. W parku wyremontowano altanę i wodospad, a także zbudowano amfiteatr.
Od połowy 2014 na terenie pałacu zainicjowało działalność zarejestrowane Muzeum Wojskowe i Architektury Wnętrz. Lekki sprzęt wojskowy wyeksponowano we wnętrzach (ściany i wieża), natomiast ciężkie uzbrojenie rozmieszczono na placu wystawowym przy drodze wjazdowej do obiektu. W zbiorach znajdują się m.in. samolot An-2, bojowy wóz piechoty i transporter opancerzony SKOT.

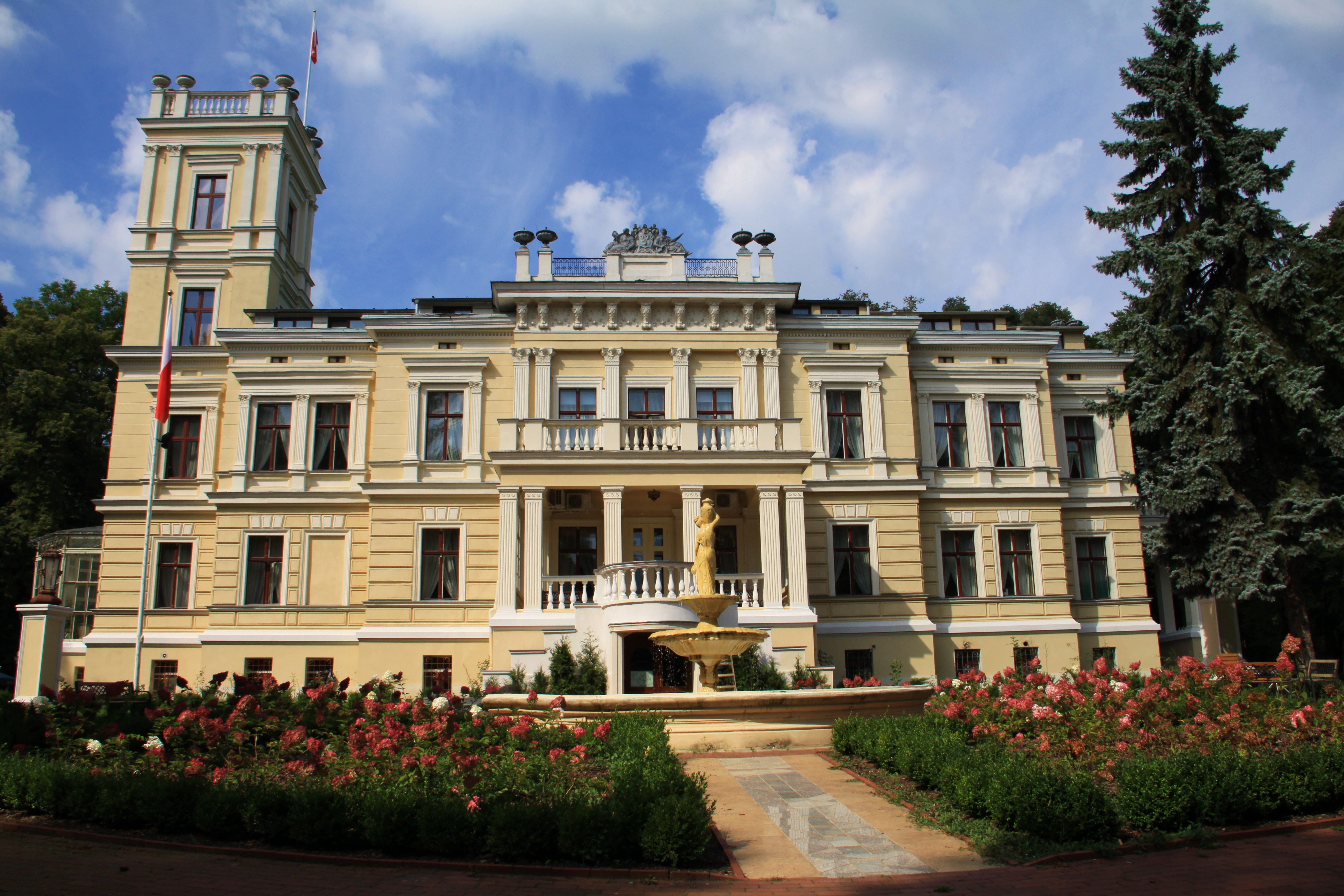
Szyt z herbem von Treskow
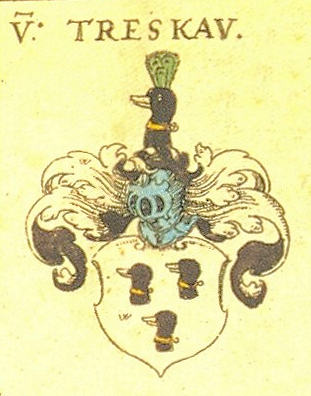
Herb von Treskow
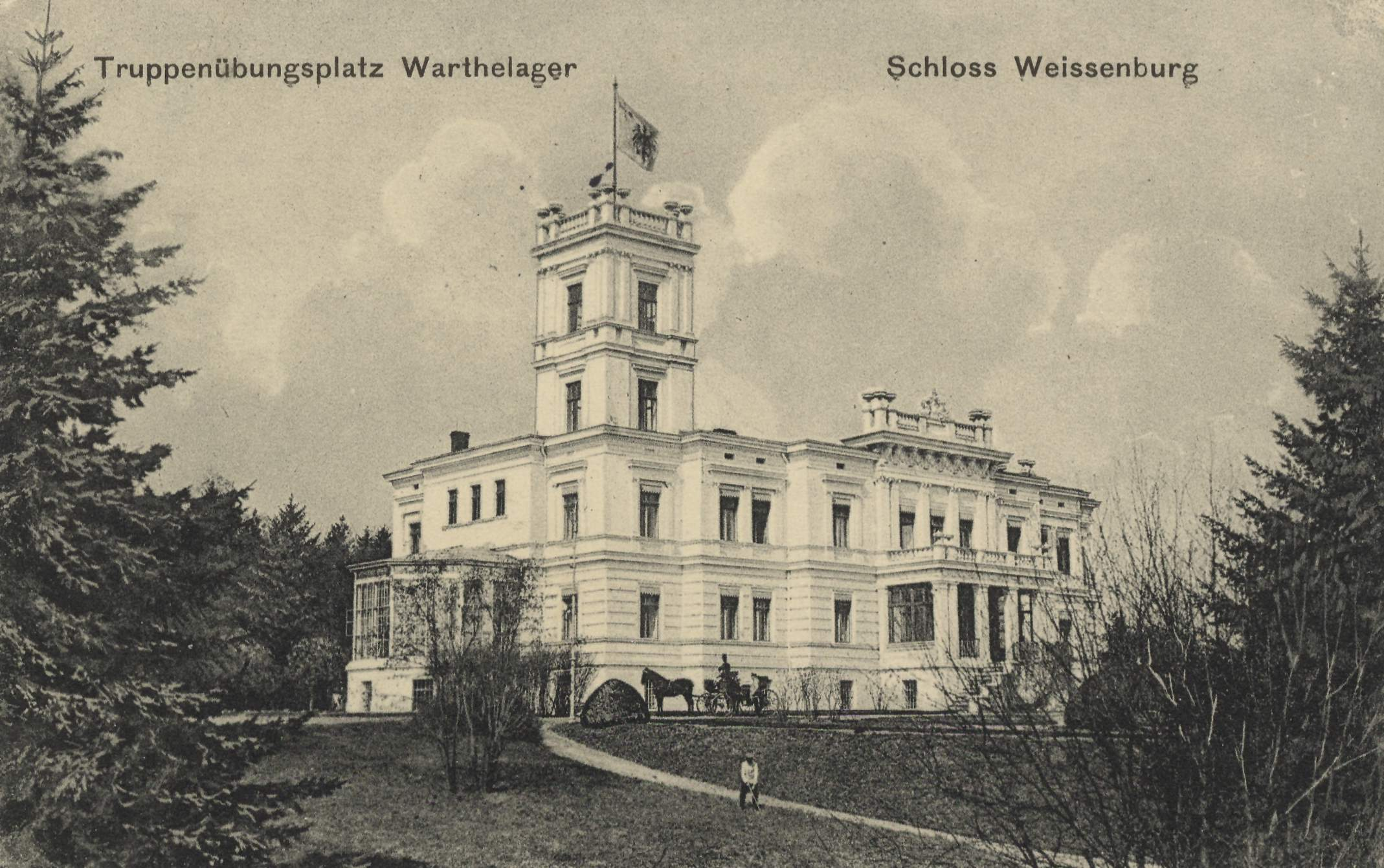
Pałac w 1915
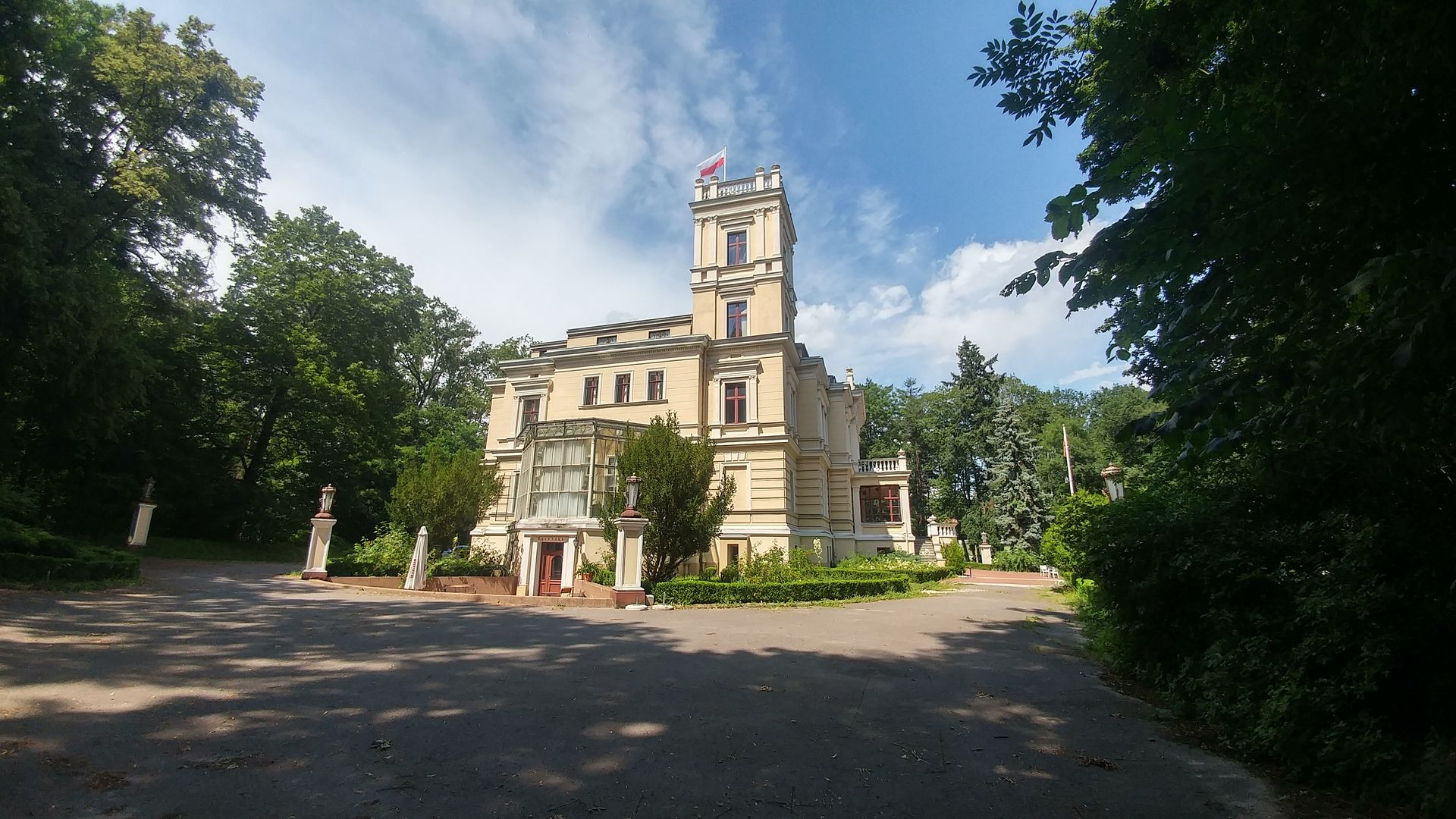
Wieża, ogród zimowy
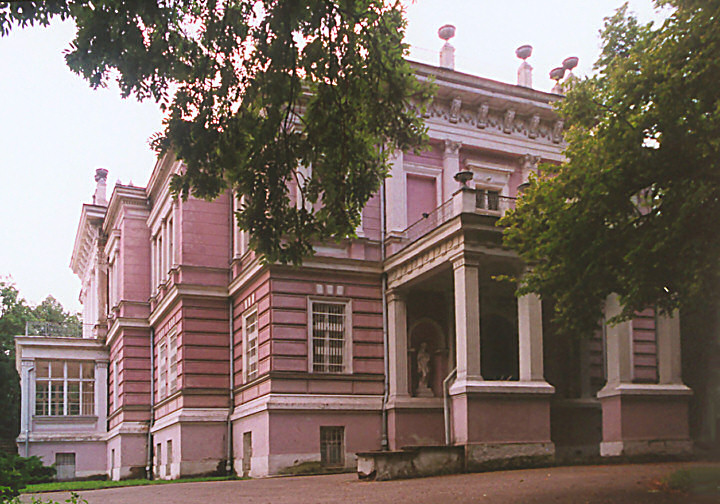
Elewacja północna z podjazdem

## Pałac
Albrecht Otton von Treskow zlecił wykonanie planów pałacu gorzowskiemu architektowi, Ludwigowi Huhnowi. Zaproponował on obiekt w stylu nawiązującym do form renesansowych, a we wnętrzach do antyku.
Jest to asymetryczna, dwukondygnacyjna budowla murowana, posadowiona na wysokich, sklepionych odcinkowo piwnicach. Jej rzut jest wydłużony i nieregularny. Na południowo-wschodnim narożu do bryły przylega wieża, a od północy okazały portyk. Do elewacji południowej przylega przeszklony pawilon stanowiący ogród zimowy. Horyzontalna bryła ożywiona jest za pomocą zwielokrotnionego ryzalitowania, co rozbijać ma potencjalną monotonię obiektu. Elewacje są tynkowane i boniowane w różny fakturalnie sposób na różnych kondygnacjach. Prostokątne otwory okienne mają regularny układ oraz różne obramienia, w zależności od kondygnacji.
Program architektoniczny budynku zakładał surowsze i cięższe formy w parterze oraz lżejsze w partii piętra. Dotyczy to boniowania, obramień okiennych i innych form detalu. Architekt przechodzi od porządku doryckiego w parterze, poprzez kompozytowy w piętrze, do toskańskiego w górnej części wieży. Bryłę wieńczy fryz płycinowy i profilowany gzyms (nad ryzalitami wsparty na wolutowych, akantowych konsolach).
Obiekt pozbawiony jest głównej, reprezentacyjnej fasady, co było zgodne z zamiarem architekta. Funkcje reprezentacyjne pełniły elewacje północna (krótsza, z portykiem i wejściem głównym) oraz wschodnia (dłuższa, z werandą, tarasem i widokiem na okrągły gazon i park). Główny portal północny zawierał portyk z balkonem wspartym na czterech kanelowanych filarach, pod którym zaaranżowano podjazd. Wejście podkreślała półkolista archiwolta z nadświetlem nad dwuskrzydłowymi drzwiami. Elewację tę urozmaicały dekoracje sztukatorskie z motywem dwóch postaci kobiecych (jedna z koszem róż, druga z wieńcem laurowym, kłosami zboża i liśćmi palmowymi). Symbolika wiejsko-heroiczna nawiązywała do rolniczych i wojskowych tradycji rodziny von Treskow. Po obu stronach wejścia, w półkolistych niszach ustawiono posągi kobiece, w antycznych, długich szatach. Jedna z nich (z kłosami) wyobrażała Demeter, a druga (z wiankiem różanym i krzakiem mirtu) – Afrodytę. Elewacja wschodnia z wieżą, wielokrotnie ryzalitowana jest opracowana bardzo bogato, zawierała taras, schody i częściowo przeszkloną werandę. Jest zwieńczona profilowanym gzymsem i attyką. Umieszczono tu wykonaną z blachy cynkowanej płaskorzeźbę przedstawiającą kartusz z liśćmi akantu i herbem von Treskowów trzymanym przez dwie postacie kobiece ze snopkiem i łopatą (wiosłem). Pozostałe dwie elewacje (zachodnia i południowa) potraktowano jako tło dla wieży i ogrodu zimowego, w związku z czym nie są zbyt okazałe.
Wnętrza (według Marcina Libickiego rozmieszczone niefortunnie) ułożone zostały wzdłuż jednej osi podłużnej, przy czym ciąg reprezentacyjny ulokowano trakcie środkowym. Znajdują się tam m.in. westybul i wewnętrzny, dwukondygnacyjny hall z obiegającą go galerią, a także wyższa od innych pomieszczeń, dekorowana pompejańsko, polichromowana, sala balowa połączona z ogrodem zimowym. Do reprezentacyjnych należały również przylegające do hallu, centralne pomieszczenia (salony). Reszta pokoi posiadała funkcję mieszkaniową lub gabinetową. Reprezentacyjne przestrzenie pałacu kryły drewniane stropy (nad hallem zaprojektowano witrażowy świetlik), częściowo z monumentalnymi kasetonami. Klatki schodowe i schody miały ozdobne, żeliwne balustrady. Podłogi miały ceramiczne wyłożenie. Ściany zdobiły sztukaterie z pilastrami o kompozytowych kapitelach i fryzami palmetowymi powyżej. Całość wyposażenia i wystroju (nawiązująca wprost do antyku) wskazywała na silny wpływ form lansowanych wówczas w środowisku berlińskim.
Pałac widoczny był z parku innej posiadłości von Treskowów – Radojewa. Z porośniętej bazami tzw. Góry Słońca przy tamtejszym pałacu utworzono oś widokową w kierunku Biedruska.

## Park
Pałac otoczony został parkiem krajobrazowym (14 hektarów), wykorzystującym naturalne, bardzo urozmaicone, warunki terenowe (krawędź Poznańskiego Przełomu Warty). Na południe od pałacu usytuowano drewnianą, ażurową altanę na rzucie dwunastoboku. Miała stożkowy dach, prawdopodobnie nawiązując do form azjatyckich. Od wschodu do pałacu przylegały dwubiegowe schody, ujmujące fontannę w formie wodospadu, utworzoną z głazów imitujących wysokogórskie zbocze.

## Folwark
Budynki zespołu folwarcznego, pochodzącego z czasów budowy pałacu, zaprojektowano jako murowane i częściowo tynkowane, posadowione wokół prostokątnego dziedzińca. Stały stosunkowo daleko od siedziby majątku, po drugiej stronie drogi wiejskiej (miejscowość miała podczas budowy założenia zupełnie inny układ przestrzenny niż obecnie).

## Osoby
W swoich dziejach pałac gościł m.in.:
- cesarza pruskiego Wilhelma II (1910),
- prezydenta Rzeczypospolitej Ignacego Mościckiego (1928),
- króla Rumunii Karola II (1937)[9].